# Брестская епархия

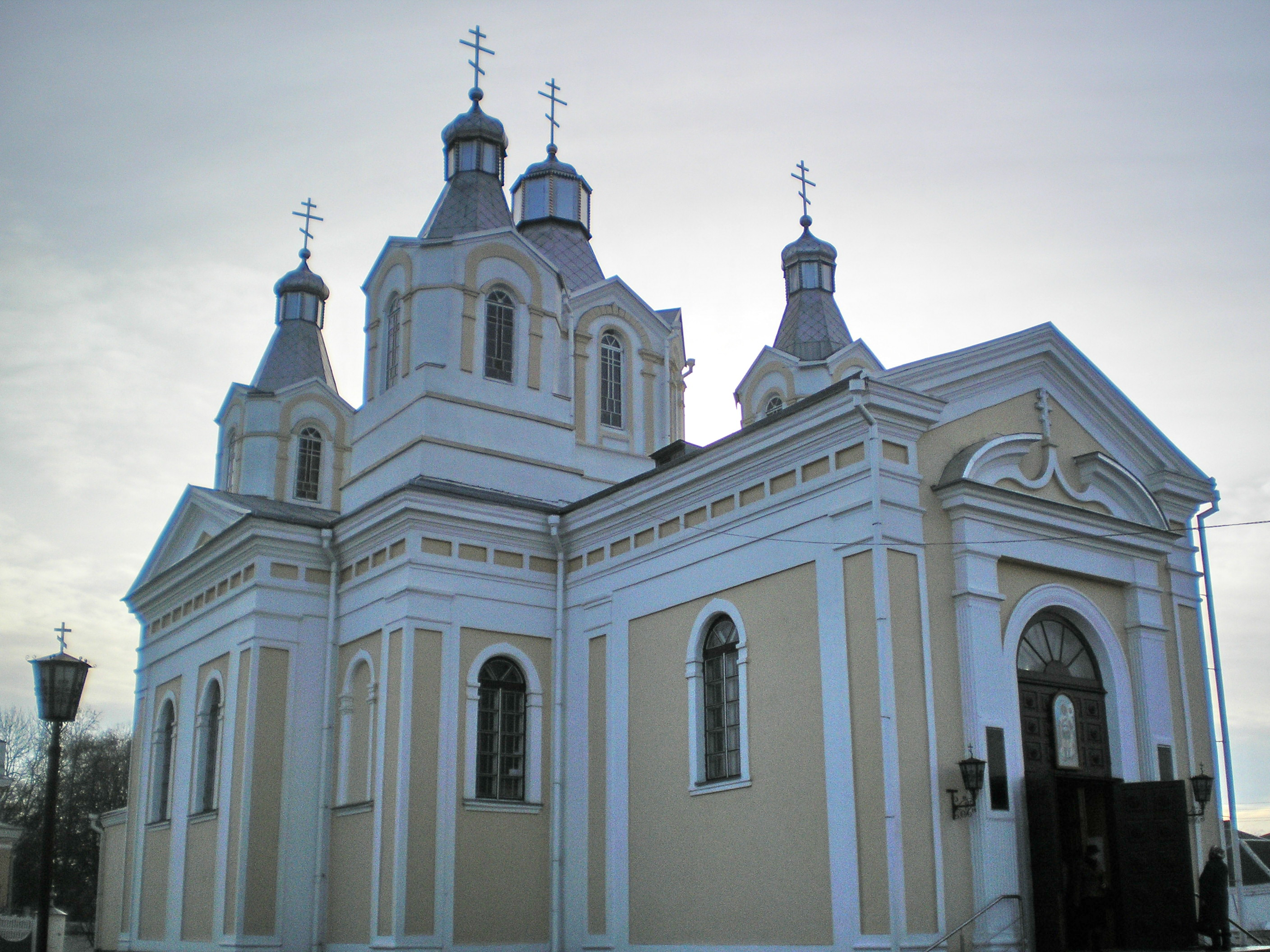
Александро-Невский собор в Кобрине

Бре́стская епа́рхия (бел. Брэсцкая епархія) — епархия Белорусского экзархата на территории Берёзовского, Брестского, Дрогичинского, Жабинковского, Каменецкого, Кобринского, Малоритского и Пружанского районов Брестской области.
Кафедральный город — Брест, кафедральные соборы — Симеона Столпника (Брест), Александро-Невский (Кобрин). Учреждена в 1990 году.
Насчитывает (2020): 203 прихода; 210 священников, 20 диаконов.

## История
Брестская православная епархия была основана 6 марта 1839 года. 22 января 1840 года Брестская кафедра делается викариатством Виленской епархии. Брестские викарии назначались до 1900 года, когда из Литовской епархии была выделена самостоятельная Гродненская, в земли которой вошёл и Брест.
Указом Московской патриархии № 161 от 28 марта 1941 года Брестская область была передана в Гродненскую епархию и учреждалась кафедра епископа Брестского, викария Гродненской епархии.
После освобождения Белоруссии от немецких войск в 1944 году была учреждена самостоятельная Брестская епархия. В 1948 году Брестская епархия была упразднена и вошла в Гродненскую, а в 1952 году — в Минскую епархию.
Епархия была возрождена 31 января 1990 года как самостоятельная, будучи выделена из состава Пинской в пределах западной части Брестской области.

## Епископы
Брестская епархия
- Антоний (Зубко) (6 марта 1839 — 28 января 1840)

Брестское викариатство Виленской епархии
- Михаил (Голубович) (28 января 1840 — 1 марта 1848)
- Игнатий (Железовский) (20 мая 1848 — 27 июня 1870)
- Евгений (Шерешилов) (9 августа 1870 — 10 февраля 1875)
- Владимир (Никольский) (16 марта 1875 — 16 мая 1877)
- Ианнуарий (Попов-Вознесенский) (5 июня 1877 — 17 февраля 1879)
- Донат (Бабинский-Соколов) (27 мая 1879 — 14 мая 1881)
- Авраамий (Летницкий) (27 июня 1881 — 9 марта 1885)
- Анастасий (Опоцкий) (15 мая 1885 — 17 ноября 1891)
- Иосиф (Соколов) (15 декабря 1891 — 24 мая 1897)
- Иоаким (Левицкий) (24 мая 1897 — 13 января 1900)

Брестское викариатство Гродненской епархии
- Венедикт (Бобковский) (30 марта 1941 — апрель 1942)
- Иоанн (Лавриненко) (30 апреля 1942—1944)

Брестская епархия
- Паисий (Образцов) (8 сентября 1944 — 27 февраля 1945)
- Онисифор (Пономарев) (27 февраля — октябрь 1945)
- Василий (Ратмиров) (1946) в/у, архиепископ Минский
- Паисий (Образцов) (3 июня 1948 — 13 декабря 1949) с 18 ноября 1948 года — в/у, еп. Гродненский
- Питирим (Свиридов) (13 декабря 1949 — 17 марта 1950) в/у, митр. Минский
- Сергий (Ларин) (17 марта 1950 — 1 февраля 1951) в/у, еп. Гродненский
- Питирим (Свиридов) (13 января 1951 — 21 апреля 1959) в/у, митр. Минский
- Гурий (Егоров) (21 мая 1959 — 19 сентября 1960) в/у, митр. Минский
- Леонтий (Бондарь) (19 сентября 1960 — 16 марта 1961) в/у, еп. Бобруйский
- Антоний (Кротевич) (16 марта — 5 июля 1961) в/у, митр. Минский
- Варлаам (Борисевич) (5 июля 1961 — 4 августа 1963) в/у, митр. Минский
- Никодим (Ротов) (4 августа — 9 октября 1963) в/у, митр. Минский
- Сергий (Петров) (9 октября 1963 — 25 мая 1965) в/у, митр. Минский
- Антоний (Мельников) (25 мая 1965 — 10 октября 1978) в/у, митр. Минский
- Филарет (Вахромеев) (10 октября 1978 — 31 января 1990) в/у, митр. Минский
- Константин (Хомич) (19 февраля 1990 — 19 сентября 2000)
- Филарет (Вахромеев) (19 сентября 2000 — 4 февраля 2001) в/у, митр. Минский
- Софроний (Ющук) (4 февраля 2001 — 7 октября 2002)
- Иоанн (Хома) (епископ Брестский и Кобринский с 7 октября 2002)

## Благочиннические округа
По состоянию на октябрь 2022 года:
- Березовский
- Брестский городской
- Брестский районный
- Дрогичинский
- Жабинковский
- Каменецкий
- Кобринский
- Малоритский
- Пружанский

## Монастыри
- Свято-Афанасиевский Брестский мужской монастырь
- Брестский в честь Рождества Пресвятой Богородицы женский монастырь (Брест, Брестская крепость, Госпитальный остров)
- Хмелёвский Спасо-Преображенский монастырь